# Лятифов, Гусейн Магамад оглы
Гусейн Магамад оглы Лятифов (азерб. Hüseyn Məhəmməd oğlu Lətifov; (20 августа 1927, Нухинский район — 28 апреля 1997) — советский азербайджанский табаковод, Герой Социалистического Труда (1949).

## Биография
Родился 20 августа 1927 года в селе Баш Гейнюк Нухинского уезда Азербайджанской ССР (ныне Шекинский район).
В 1941—1974 годах — звеньевой колхоза имени Низами Белоканского района, бригадир Белоканской МТС, рабочий фабрики бытприборов. С 1974 года бригадир колхоза «Советская Грузия». В 1948 году получил урожай табака сорта «Трапезонд» 25 центнеров с гектара на площади 3 гектаров.
Указом Президиума Верховного Совета СССР от 1 июля 1949 года за получение в 1948 году высоких урожаев табака Лятифову Гусейну Магамад оглы присвоено звание Героя Социалистического Труда с вручением ордена Ленина и золотой медали «Серп и Молот».